# Ромашівка

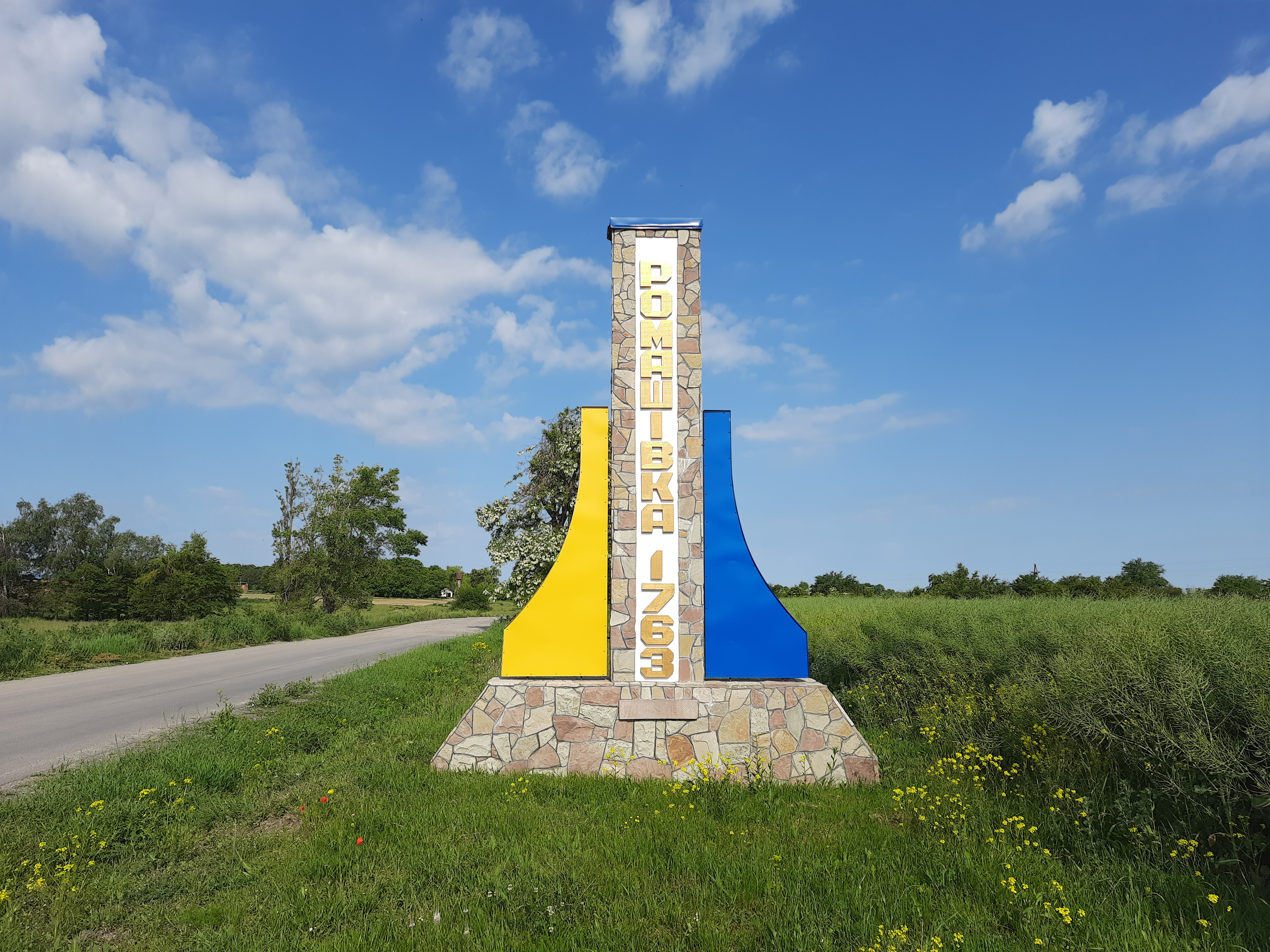
В'їзд у село

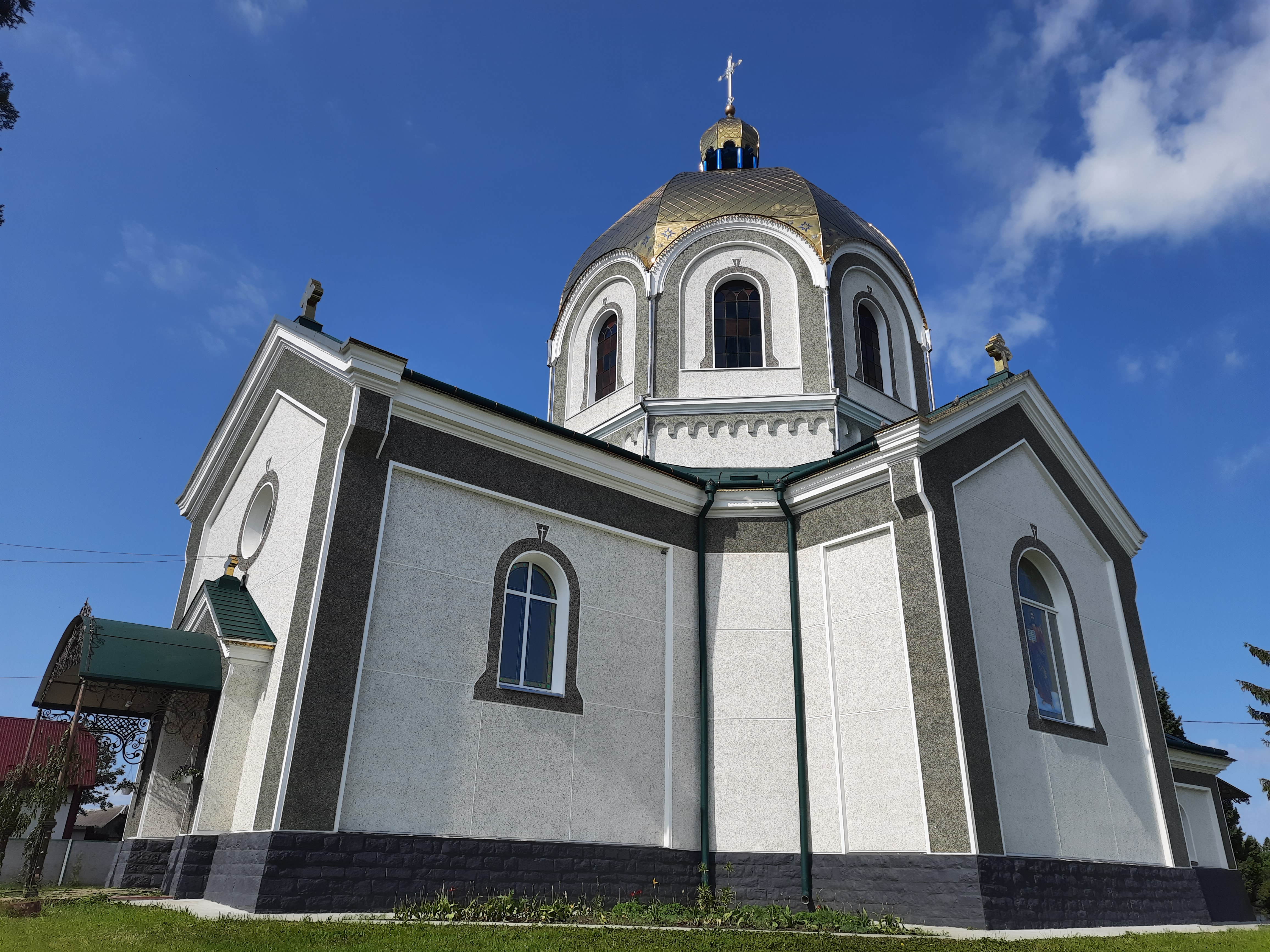
Церква Воздвиження Чесного Хреста Господнього

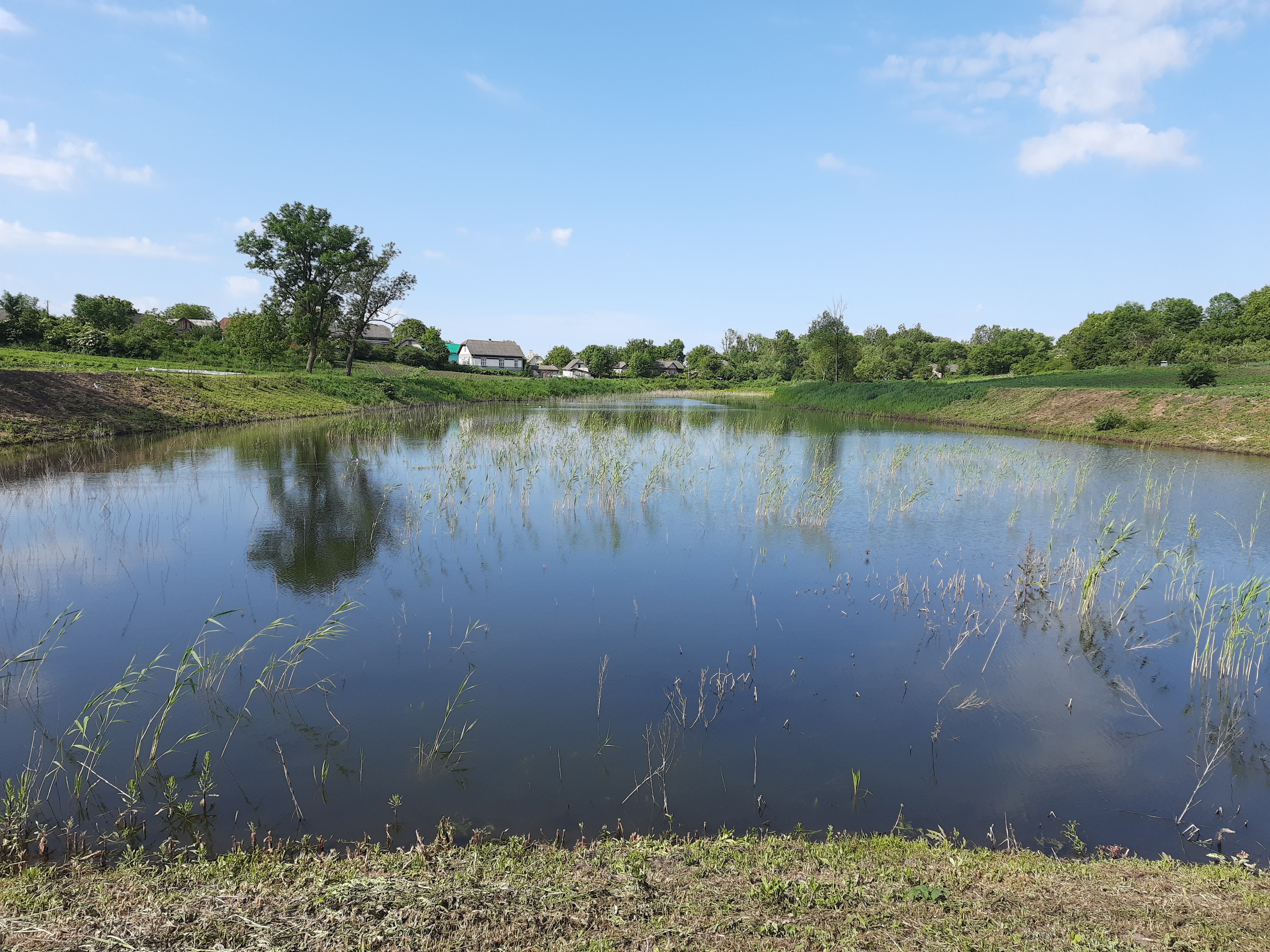
Сільський став

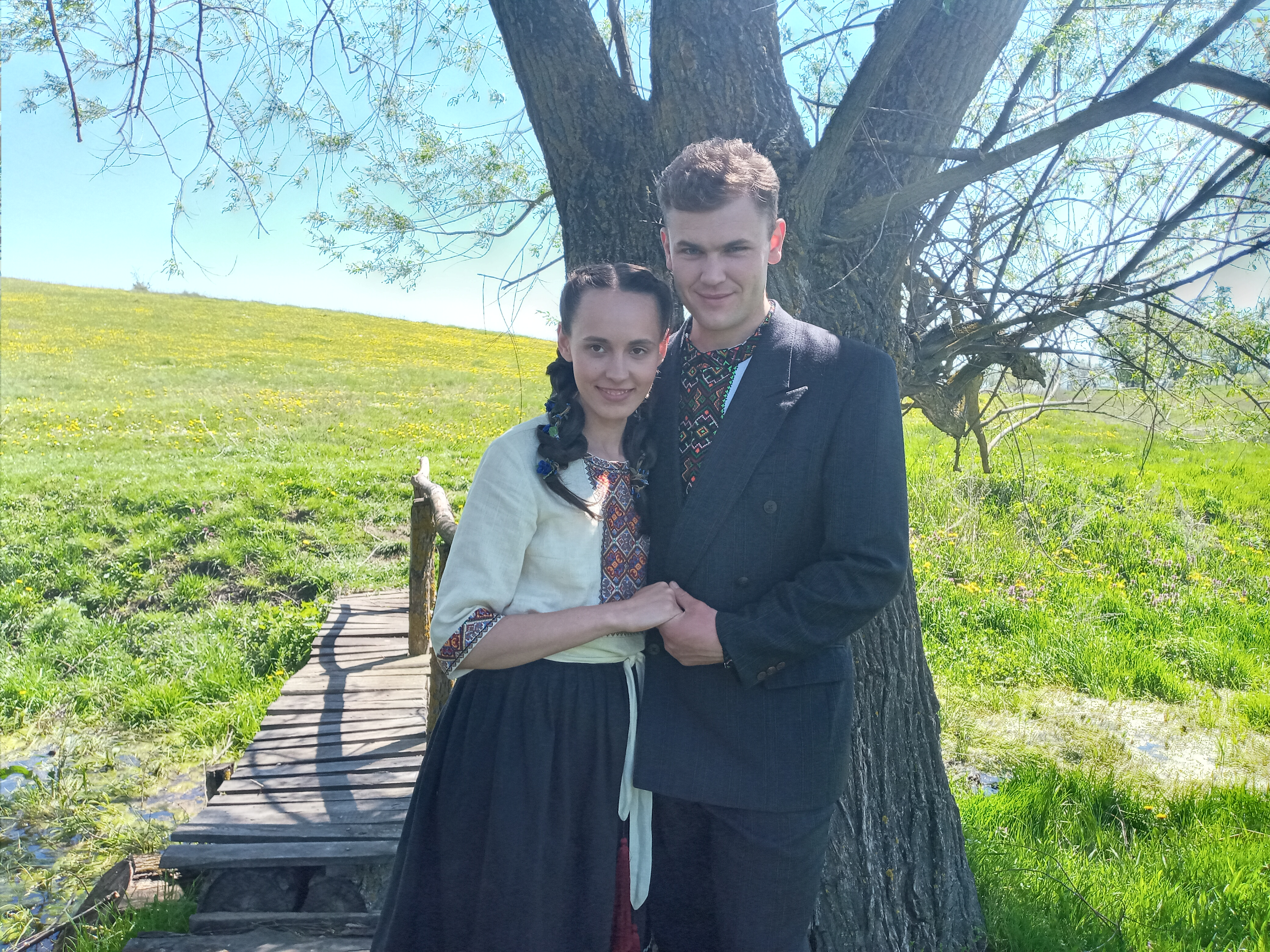
Дарина Степанкова та Василь Капустинський під час зйомок документального фільму "Марія"

Ромаші́вка — село в Україні, у Білобожницькій сільській громаді, Чортківського району, Тернопільської області. Адміністративний центр колишньої Ромашівської сільської ради.

## Розташування

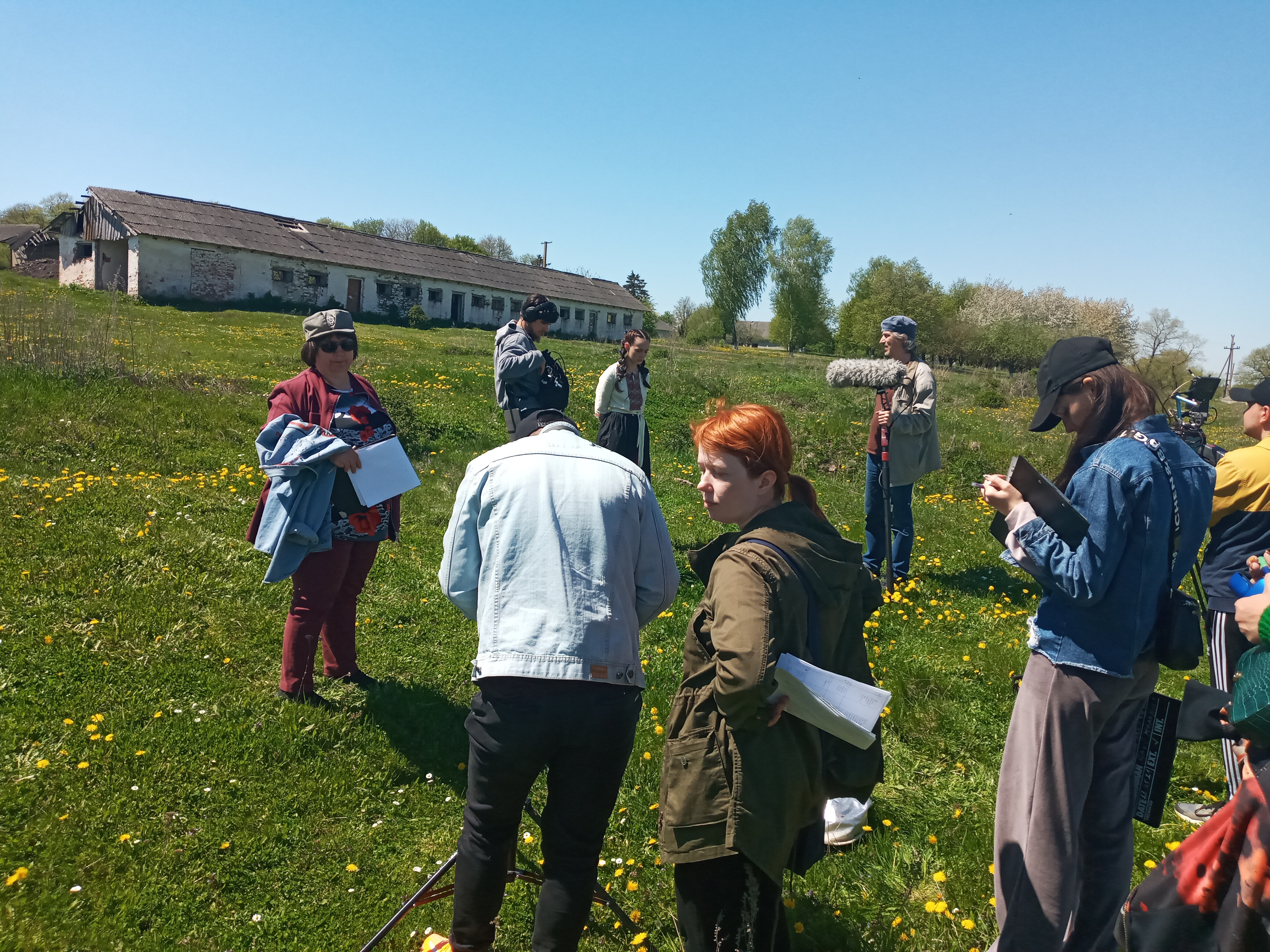
Зйомки фільму "Марія" в околицях Ромашівки

Розташоване за 20 км від районного центру та 6 км від найближчої залізничної станції Джурин.

## Назва
Щодо походження назви села відомо кілька леґенд. Одна з них говорить, що поселення було розташоване в іншому місці, на так званому «куті», й у давнину називалося Палатівка. Під час нападу татар поселення було повністю пограбоване й спалене, загинуло багато козаків і ворогів. На місці захоронення полеглих насипано могили. Могилу козаків місцеві жителі відновили в 1990-х роках. Після тієї битви люди почали селитися на новому місці — де нині розташована Ромашівка. За іншою версією, від імені Рома, Романія, пестливе — Ромашка. Першим забудовником на нових землях був Грамуш. Від цього прізвища і пішла назва Грамушівка. За Польщі село перейменували на Ромашівку, про це свідчать таблички, написані польською мовою, що ще збереглися на старих будинках.

## Історія

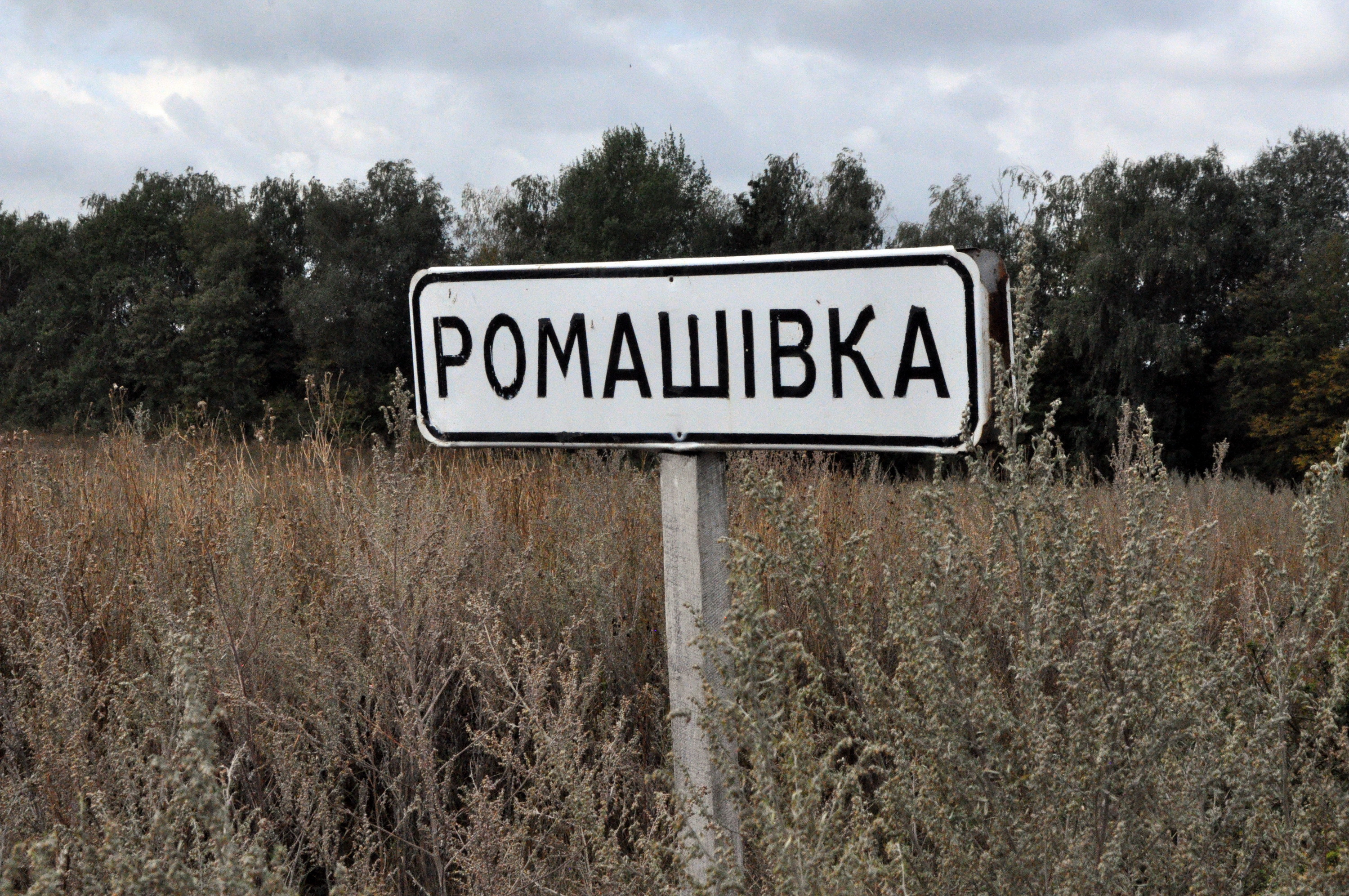
Вказівник при в'їзді в село

Перша писемна згадка — 1763 року.
Відоме від XVII століття.
1785 року — в селі мешкало 481 особа.
У XVIII сторіччі з Бучача пролягав «Ромашівський гостинець».
В другій половині XIX століття дідичами були барони Гейделі з Ромашівки.
У середині XIX століття велика земельна власність належала Миколі Подлевському; 1902 р. — Людвику Цінському.
У селі у 1900 році мешкало 1252 особи, 1910 — 1334 особи, 1921 — 1180 осіб, 1931 — 1270 осіб; 1921 року — 222 домоволодінь, 1931 — 287 домоволодінь. За Австро-Угорщини працювали 2-класна школа з українською мовою навчання; за Польщі — 3-класна.
Під час першої світової війни був призваний у 1914 році до австрійської армії Іван Матвійчук, який згодом належав до ОУН.

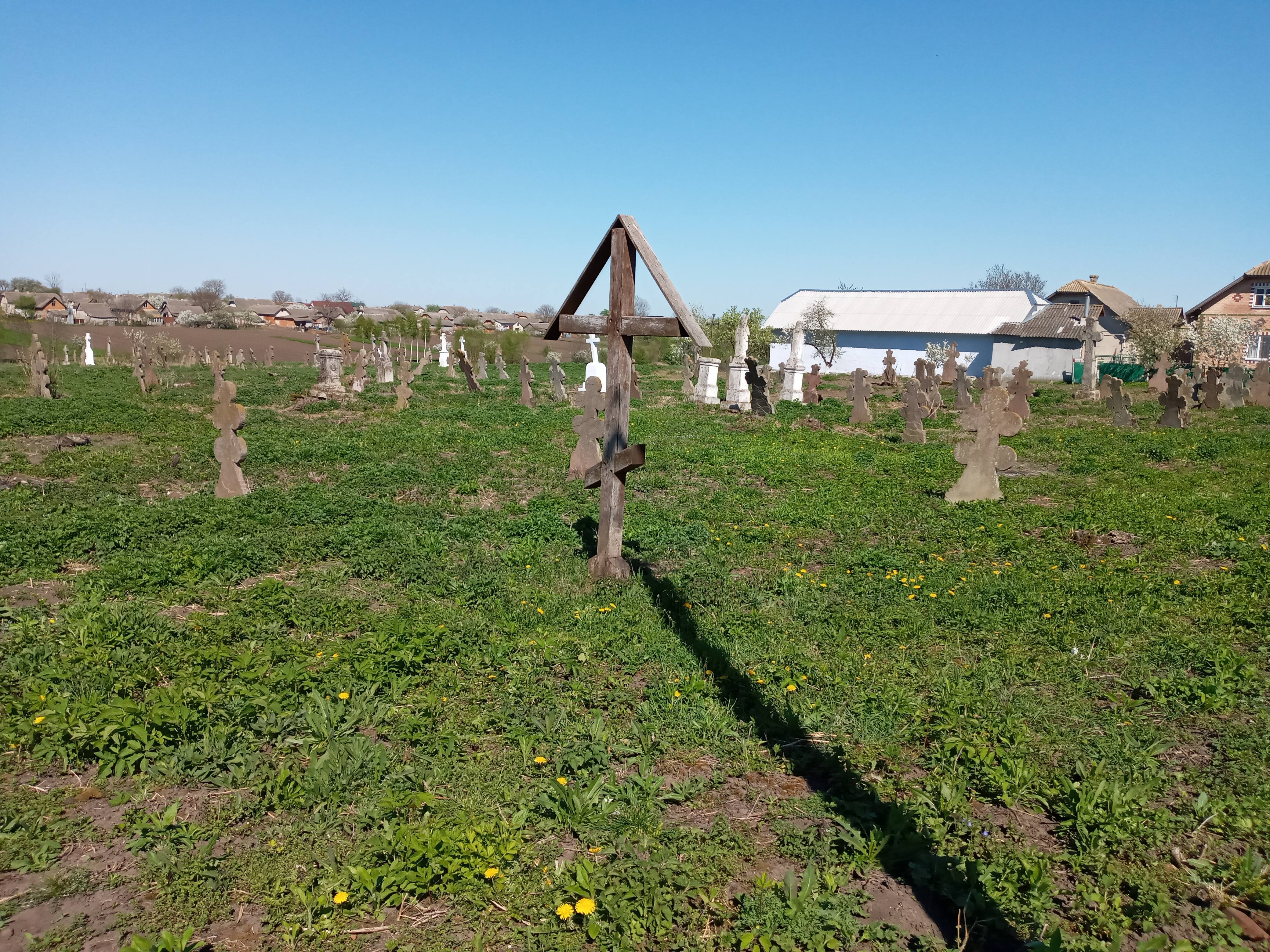
Хрест на могилі онука Варфоломія Шевченка на цвинтарі села Ромашівка

У одній із сільських хат квартирував онук Варфоломія — троюрідного брата і свояка (був одружений з сестрою) Тараса Шевченка. Ця гілка родоводу мала прізвище також Шевченко і мешкала в Корсуні, звідки й пішов на війну онук Варфоломія. Є перекази про те, що в хаті навколо цього внука збиралися люди і слухали розповіді про прапрадіда Тараса. У селі донині переконані в тому, що саме за просвітництво москалі замордували Шевченкового однокровця, якого нібито ненароком убив під час чищення зброї, солдат-однополчанин; похований на місцевому цвинтарі. Після Другої світової війни останки чернігівських солдатів, за переказами старожилів перезахоронені на батьківщині. Тому невідомо, чи збереглася ця могила.
1 серпня 1934 року село увійшло до складу новоутвореної сільської гміни Косів Чортківського повіту.
1938 року — польська поліція заарештувала за приналежність до ОУН жителів Ромашівки Михайла Музичку та Степана Онищука.
Після встановлення радянської влади, у жовтні 1939 року енкаведисти заарештували колишнього голову філії товариства «Просвіта» Івана Грицика; подальша його доля невідома.
Від жовтня 1939 року. до березня 1941 року енкаведисти заарештували і стратили в Чортківській тюрмі 20 мешканців села: Марію Адамик, Степана Бартківа, Івана та Михайла Ваврових, Івана Грищука, Ксенію Концограду, Андрія Маланчука, Михайла Музичку, Павла Обнявку, Степана Онищука, Павла Семирозума, Павла Шуйка та інших.
20—21 липня 1941 року — розстріляли 8 людей з 22 в місті Умані на Черкащині Стефана Бартківа, Івана Вавріва, Михайла Гайового, Захарія Когута, Михайла Кільчицького, Павла Маланчука, Романа Матвійчука, Павла Обнявку.
В УПА воювали Семен Довбенко, Михайло Маланчук, Михайло Музичка, Марія Штепа та інші місцеві жителі; у дивізії «Галичина» — Микола Кіндяк (нар. 1922).

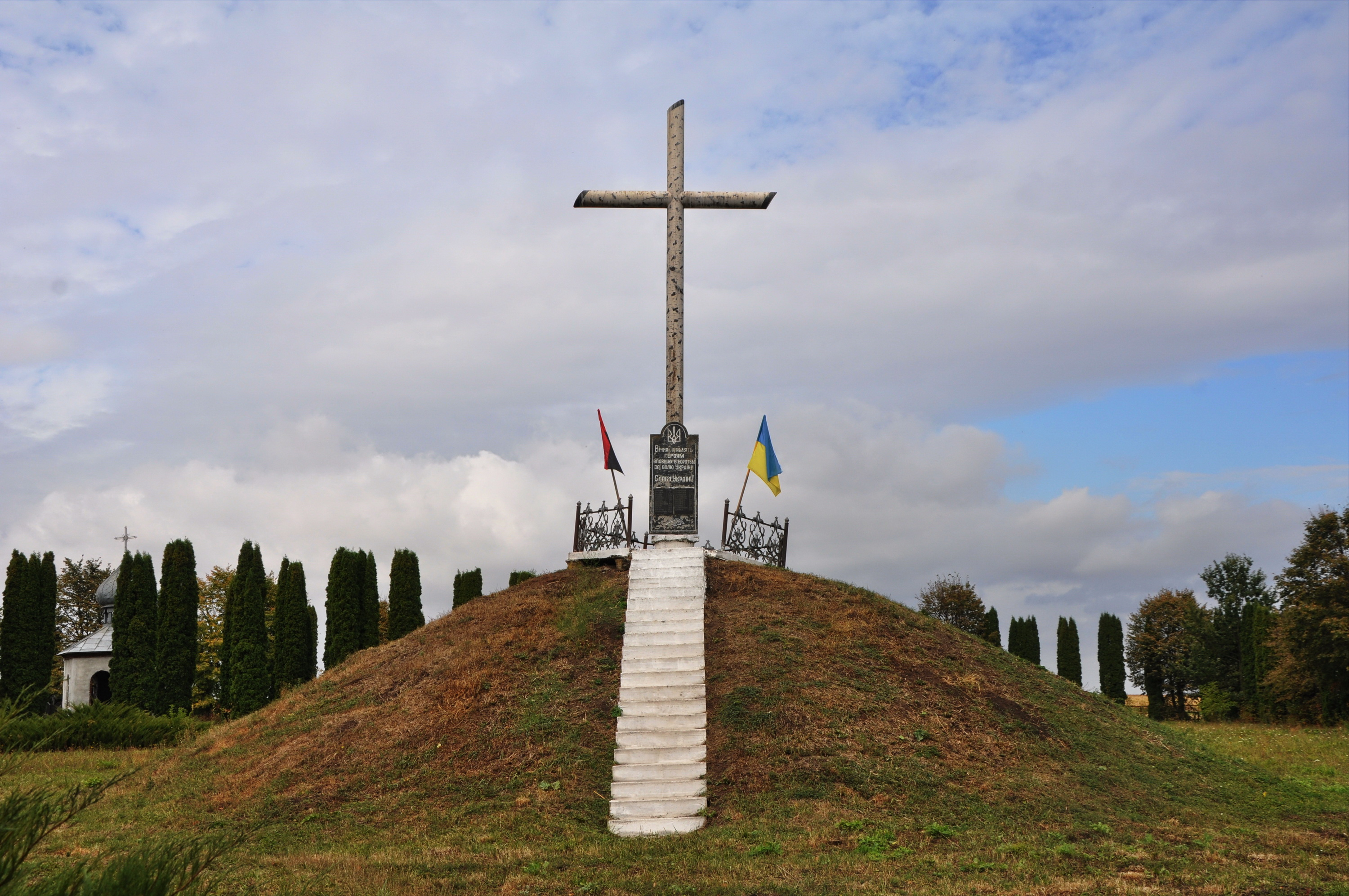
Могила Українським Січовим Стрільцям

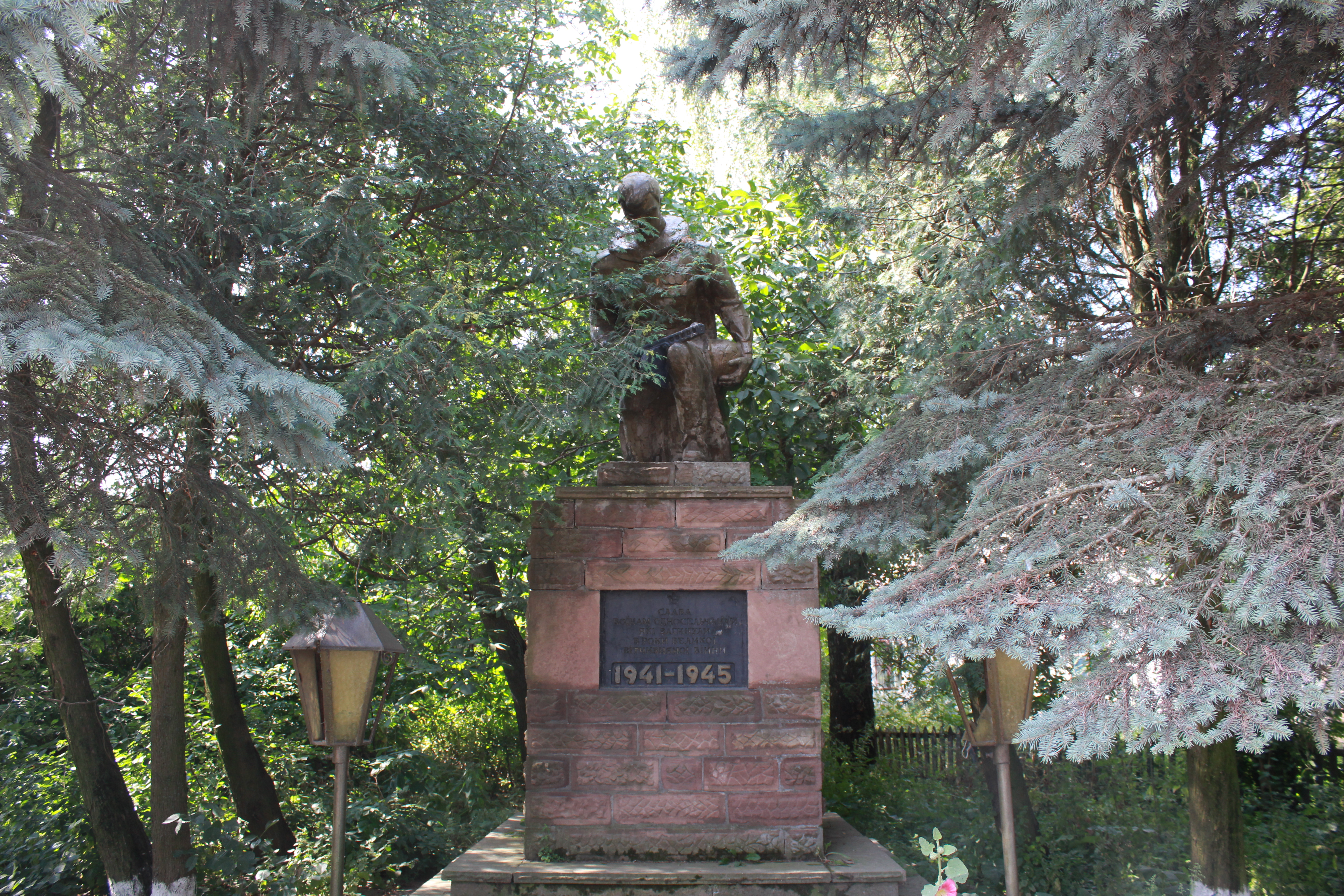
Пам'ятник воїнам-односельцям

Під час німецько-радянської війни загинули або пропали безвісти у Червоній армії 43 мешканці Ромашівки:
- Микола Біланик (нар. 1922),
- Павло Дмитрів (нар. 1909),
- Григорій Жарук (нар. 1900),
- Степан Ільчишин (нар. 1910),
- Микола Камаш (нар. 1910),
- Степан Кільчицький (нар. 1909),
- Микола Кіндяк (нар. 1906),
- Степан Концеграда (нар. 1909),
- Михайло Коробій (нар. 1910),
- Іван Маланчук (нар. 1909),
- Павло Маланчук (нар. 1921),
- Степан Маланчук (нар. 1913),
- Павло Марків (нар. 1908),
- Ілько Матвійчук (нар. 1910).

З 4 вересня 2015 року Ромашівка належить до Білобожницької сільської громади.
У 2006 році вийшла книга Марії Штепи «Терновий вінок Ромашівки».
12 червня 2020 року, відповідно до розпорядження Кабінету Міністрів України № 724-р «Про визначення адміністративних центрів та затвердження територій територіальних громад Тернопільської області» увійшло до складу Білобожницької сільської громади.
19 липня 2020 року, в результаті адміністративно-територіальної реформи та ліквідації Чортківського району (1940—2020), увійшло до складу новоутвореного Чортківського району.
У 2021 році в селі відбувалися зйомки документального фільму «Марія» про Марію Штепу (реж. Марія Яремчук) з циклу «Жива УПА», вихід на екрани якого відбувся у жовтні 2021 року.

## Релігія
- церква Воздвиження Чесного Хреста Господнього (ПЦУ[12], 1902, реставрована 2002)[13].

## Пам'ятники
У 2003 році насипано символічну могилу односельцям, яких закатували радянські каральні органи.
Споруджено:
- пам'ятник воїнам-односельцям, полеглим у німецько-радянській війні (1971);

Встановлено:
- пам'ятний хрест Борцям за волю України (1991);А у 2023 покладено і посвячено новий хрест

## Населення
| 1252 | 1334 | 1180 | 1270 | 613 | 550 |

## Соціальна сфера, господарство
Діяли філії товариств «Просвіта», «Сільський господар», «Союз українок», «Братство тверезості» та інших.
Нині працюють дитячий садок, клуб, бібліотека, ФАП, ААГ «Ромашівське», ПСП «Захід-Агро», ТзОВ «Старр ЛТД», ПАП «Ясени», ПАП «Промінь», торгові заклади. школа Ромашівського НВК I-II ступенів, стадіон.

## Відомі люди

### Народилися
- Любомир Габруський (нар. 1972) — український журналіст, редактор, громадський діяч;
- Наталя Лазука (нар. 1978) — українська журналістка;
- Павло Лосик (нар. 1956) — український правник, ґенерал-майор внутрішньої служби;
- Микола Михалевич (1843—1922) — український священник, популяризатор бджільництва, громадський діяч;
- Петро Онищук (1993—2022) — український військовослужбовець, учасник російсько-української війни[14];
- Марія Штепа (1929—2020) — учасниця національно-визвольних змагань.
- Михайло Давибіда(1893-1956) - поручник УГА,гауптштурмфюрер (сотник) дивізії СС Галичина